# Robert Benson (lední hokejista)
Robert John "Bobby" Benson (18. května 1894, Winnipeg, Manitoba – 7. září 1965, Winnipeg, Manitoba) byl kanadský reprezentační hokejový obránce.
S reprezentací Kanady získal jednu zlatou olympijskou medaili (1920).

## Úspěchy
- Allan Cup – 1920
- LOH – 1920